# Staten van Henegouwen

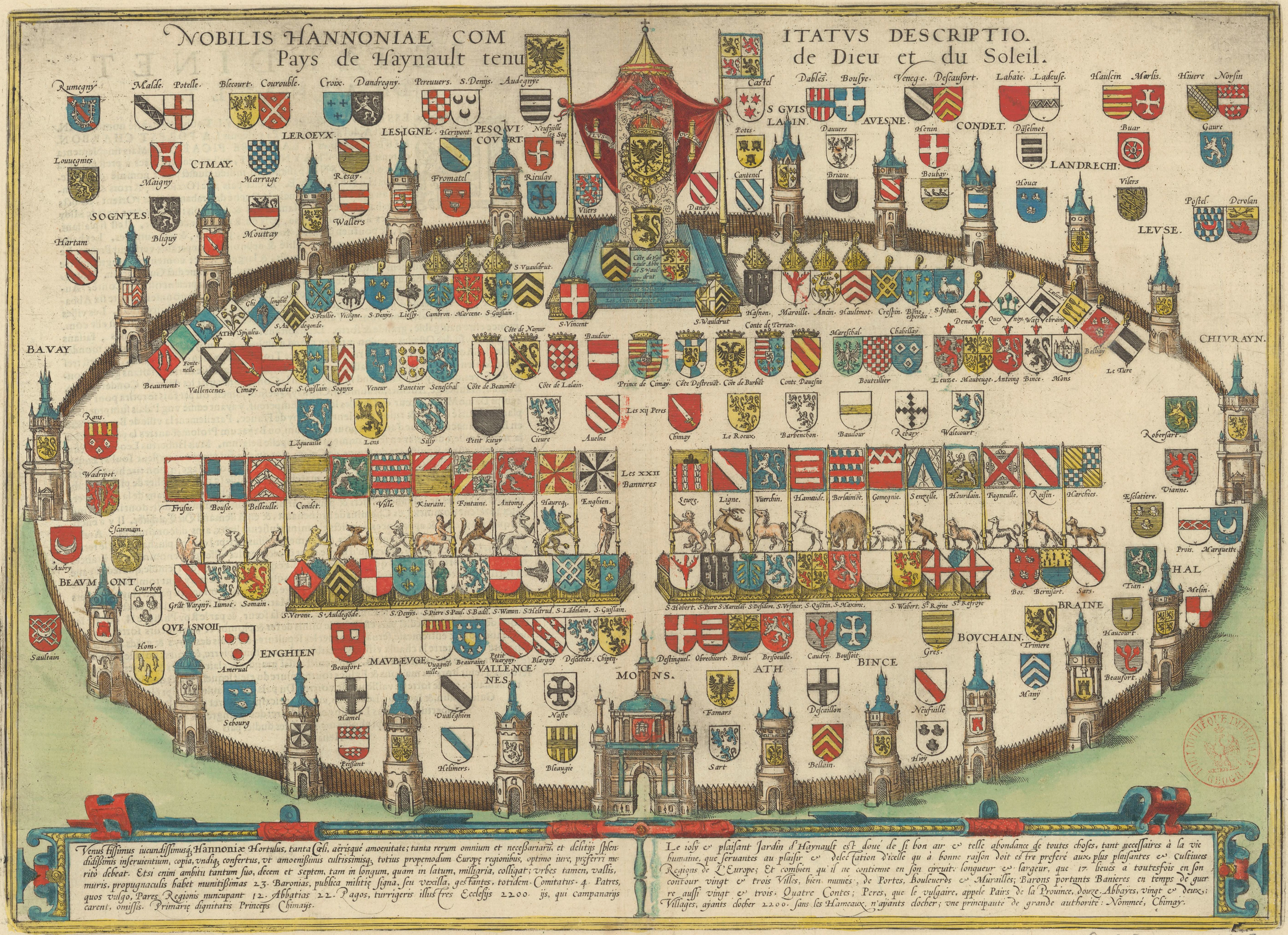
Deze allegorische en heraldische prent uit 1581 toont Henegouwen als goed geordende wapentuin. Ze gaf uitdrukking aan het gevoel van autonomie dat binnen de staten heerste. Het bijschrift maakt gewag van 12 pairs, 23 baanrotsen, 23 steden en 22 abdijen.

De Staten van Henegouwen (Frans: États de Hainaut) waren de standenvertegenwoordiging van het graafschap Henegouwen in het ancien régime. 

## Historiek
De instelling verscheen in de eerste helft van de 14e eeuw, waarschijnlijk als een uitgebreide vorm van de grafelijke raad. Voordien, van de 11e tot de 13e eeuw, hadden de drie standen (geestelijkheid, adel en steden) zich apart gevormd tot politieke groepen. De eerste stand bestond vooral uit abten, priors en kapittels. Ook de bisschoppen van Kamerijk en Atrecht stuurden vertegenwoordigers naar de Staten. Deze steden lagen zelf buiten het graafschap maar de bisdommen reikten tot ver in Henegouwen, Vlaanderen en zelfs Brabant. De pairs en baanrotsen van Henegouwen vormden de tweede stand. In de derde stand zetelden afgevaardigden van de 23 goede steden. De politieke hoofdstad Bergen en de economische hoofdstad Valencijn hadden het zwaarste gewicht.
In de Staten van Henegouwen, die hoogstens twee of drie keer per jaar bijeenkwamen, had elke stand een gelijke stem en een veto. Niettemin heerste er een consensuscultuur en werd gestreefd naar een harmonieuze relatie met de graaf. Het ontbreken van sterke handelsbelangen en corporatieve organisaties in het rurale Henegouwen droeg daar ongetwijfeld toe bij. Grootgrondbezitters domineerden de debatten. Uitzonderlijk keerden de Staten zich in 1427 tegen hun gravin Jacoba van Beieren, toen duidelijk was geworden dat verzet tegen de machtige pretendent Filips de Goede niet in het landsbelang was. Wanneer een bede werd geweigerd, gebeurde dat doorgaans unaniem, onder verwijzing naar de armoede van het land. 
Een charter uit 1448 verleende de Staten van Henegouwen een grote mate van fiscale autonomie in het vaststellen van de beden en het bepalen wie ze zou opbrengen. Een tweede charter volgde in 1458. Op de eerste vergadering van de Staten-Generaal van de Nederlanden in 1464 was een Henegouwse delegatie aanwezig.
Op 18 november 1788 verwierpen de Staten een bede van keizer Jozef II. Met een dépêche van 7 januari 1789 liet deze weten zich niet meer gebonden te achten door de charters van het land en verbood hij verdere statenvergaderingen. Op 15 februari 1789 kondigde hij een opschorting van deze maatregel aan, in de verwachting dat zou worden toegegeven, maar dat gebeurde niet. Daarop hief de keizer bij ordonnantie van 18 juni 1789 de Staten van Henegouwen op. Brabant onderging hetzelfde lot, in wat de opmaat was tot de Brabantse Revolutie. 
Onder de Verenigde Nederlandse Staten en de Eerste Oostenrijkse Restauratie functioneerden de Staten weer. Hun einde kwam er in 1795 in de Franse Tijd, toen de oude provincies werden opgeheven en de Belgische departementen werden gecreëerd.

## Archieven
De archieven van de instelling zijn grotendeels verdwenen als gevolg van de brand in het Rijskarchief van Bergen na een bombardement in 1940.